# رافائل دیه‌گو دی سوزا
رافائل دیه گو دی سوزا (به پرتغالی: Rafael Diego de Souza) مدافع اهل برزیل است که در شهر پورتو الگره و در تاریخ ۸ ژوئیهٔ ۱۹۸۶ به دنیا آمده‌است.
رافائل دیه گو دی سوزا در تیم‌های فوتبال RS Futebol سابقهٔ حضور دارد.